# Dusty Hill
Joseph Michael (Dusty) Hill (Dallas, 19 mei 1949 – Houston, 28 juli 2021) was een Amerikaanse muzikant, zanger en songwriter, die vooral bekend werd als de bassist en tweede zanger van de Amerikaanse rockgroep ZZ Top.
In de band speelde Hill basgitaar en keyboards en zong achtergrond- en leadzang. Hill werd, samen met mede-bandleden Billy Gibbons en Frank Beard in 2004 opgenomen in de Rock and Roll Hall of Fame.
Hill overleed in zijn slaap op 72-jarige leeftijd.

## Discografie

### American Blues
- American Blues
- American Blues 'Is Here (1968)
- Do Their Thing (1969)

### ZZ Top
- ZZ Top's First Album (1971)
- Rio Grande Mud (1972)
- Tres Hombres (1973)
- Fandango! (1975)
- Tejas (1977)
- Degüello (1979)
- El Loco (1981)
- Eliminator (1983)
- Afterburner (1985)
- Recycler (1990)
- Antenna (1994)
- Rhythmeen (1996)
- XXX (1999)
- Mescalero (2003)
- La Futura (2012)

- Gemeinsame Normdatei: 134406109
- International Standard Name Identifier: 0000 0000 6325 1756
- Library of Congress Control Number: no2004081928
- MusicBrainz: 7fd72490-aba8-4fd9-860b-07823a21f558
- Nationale Bibliotheek van Tsjechië: ola2002151803
- Nederlandse Thesaurus van Auteursnamen: 069982201
- Istituto Centrale per il Catalogo Unico: DDSV013575
- Virtual International Authority File: 79609734
- WorldCat: E39PBJkD3BY3BXtJwXgD6VvWDq